# Fenian Brotherhood
Die Fenian Brotherhood (irisch Bráithreachas na bhFíníní) war eine Geheimorganisation ethnischer Iren, die für den irischen Unabhängigkeitskampf gegründet wurde. Die Fenians (deutsch: Fenier) benannten sich nach den Fianna, dem Heerhaufen des Sagenhelden Fionn mac Cumhaill aus dem Mittelalter.

## Geschichte
Die Gründungen der geheimen Irish Republican Brotherhood in Dublin (IRB) und der Fenian Brotherhood in New York City, USA erfolgten fast zur gleichen Zeit, 1858 und 1859.
Beide Zusammenschlüsse wurden im Volk schlicht als „Fenians“ (irisch na Fíníní) bezeichnet und bildeten bald eine lose zusammenarbeitende Organisation. Der Ausdruck „Fenians“ wurde später zum Synonym für alle Anhänger der irischen Unabhängigkeit und wird insbesondere in Nordirland bis heute so benutzt. Durch Auswanderer wurden diese Gruppen auch in andere Länder des englischen Einflussbereiches getragen und installiert, wie zum Beispiel Australien, Neuseeland, Südafrika und England. Die Gründer dieser Gesellschaft waren unter anderem John Francis O’Mahony, John O’Leary und Michael Doheny.
Die amerikanische Organisation diente vor allem dazu, Geld und Waffen für den irischen Unabhängigkeitskampf zu beschaffen. 1866 machte sie durch eine Reihe von Überfällen auf die britischen Kolonien in Kanada von sich reden. Die Aktionen stellten einen Versuch dar, britische Truppen in Nordamerika zu binden und so indirekt den bewaffneten Kampf in Irland zu unterstützen. Die Mitglieder mussten sich durch einen Eid zur Geheimhaltung verpflichten.
Nach einem gescheiterten Aufstand gegen die englische Oberhoheit unter Führung irisch-amerikanischer Offiziere im Jahr 1867 wurde der die Widerstandsbewegung von Manchester aus zu neuem Leben erweckende Oberst T. J. Kelly, der Leiter des Geheimbundes der Fenier, verhaftet.